# 食梦者玛莉
《食夢者瑪莉》是牛木義隆創作的日本漫画作品。漫画版《Manga Time Kirara Forward》於2008年5月號杂志開始连载（芳文社出版）至2021年1月號。「REM○」为连载单位（其中○是话数的阿拉伯数字）。單行本全24冊。同名改编的电视动画于2011年1月开始播放。

## 故事简介
擁有探视颜色并判断夢境能力的高中生藤原夢路，在暑假的某一天遇見了從「幻界（夢）」闖入「現界（現實）」的少女瑪莉。因此夢路被捲進「幻界」和「現界」两个截然不同的境界裡，为了帮助瑪莉，而展開與多數夢魔之間的戰鬥。

## 登场人物

### 主要角色
玛莉・夢魔（聲：佐倉綾音）
生日:不明 身高:147cm 三圍:B73 W54 H77
本作女主角。迷失在現世而無法回去「幻界」的夢魔少女，別名食夢者（夢喰い），真名为门卫（門番（シープ、Sheep））。瞳形为细长的四角形。最初並不喜歡「食夢者」這個別稱，後期知道自己是「門衛」後才慢慢開始喜歡「食夢者」的稱號，並以此名號自居，甚至此別稱隨著故事的進展傳遍幻界。
喜歡吃甜甜圈（本人表示：甜甜圈乃是現界的至宝），不喜歡碳酸飲料。似乎不受烏鴉等鳥類的喜愛。
她是能送回幻界里的梦魔才产生的特别梦魔，由於她在境界的職位是管理者「門衛」，因此有著把夢魔遣返的力量，其能力也能用「鎖門」的方式来阻止梦魔再度进入现界。固定台词是“前方禁止通行喔”。
普通战斗以肉搏战为主。外表雖然纖細，但力氣卻超乎常人。第一次覺醒力量的前兆是與恩儀一戰時，受到震撼而發揮出暫時的覺醒實力，手上出現的武器為「境界之門」的鑰匙，且發揮比平常更驚人的力量，其力量強大到甚至能破壞幻界中的所有物品，並透過鑰匙開啟「境界之門」，致使夢魔被遣返至幻界。但初次覺醒力量時，本人是處於腦袋空白的狀態，回過神來並不清楚發生什麼事，後來在奴娃之战過後覺醒了部分力量，並能將之自由控制。
一頭齊肩的短髮，而尖耳朵被头发和帽子遮盖着，帽子和衣服上都有類似閉眼模樣的圖案。右臂戴着护套以隐藏过去的伤疤，不過瑪莉本人似乎並不在意被人看見手上的傷疤。
不知為何出現在現世，也沒有到達現世以前的記憶，只有渴望回去的感覺。為找尋回去幻界的辦法而尋找其他夢魔，碰巧解救了被約翰追擊的夢路。后与夢路互相合作结为「契约」关系，以藉由梦路的能力協助搜尋夢魔，並找到回去的線索。对契约者夢路拥有好感且非常信任，常常会因为傲娇而表达不了真实的心情。現在與夢路一樣借住在橘家，平時會在橘父親開的咖啡店「STO」當任服務生。
碰到悲觀的情況時，常把「真是沒夢、沒希望」或者是「夢和希望都沒了」亦或者是「沒夢、沒希望了……」等句掛在嘴邊。
曾表示自己在現界看過10次夏季拍賣的掛旗，夢路推測她從10年前就流落到現界，並為了查出返回幻界的方法而不斷地尋找夢魔。似乎小時候就認識夢路，但已經忘記了。
自奴娃之战时，回想起了自己本是在“幻界”和“现界”分界中掌管“界境之门”的管理者，但除了身份以外的事還是想不起來。
認為沒有夢路的世界是不需要存在的，曾因為夢路被海格力斯重創瀕死而暴走，展現出極為可怕的力量，不只是連自己的身體都無法承受，還差點把「門」也一同破壞掉。後來被傷口恢復的夢路阻止。
於白儀響篇中推理並當場識破白儀響是本作真正的幕後黑手，但白儀本人表示他並非藏鏡人，而是推手，且因為夢路與她忘記了與白儀的過去，而與夢路同時被白儀憎恨著，因之後的戰場輾轉至現實世界，而一度無法使用門衛的力量，與夢路兩人在現界中重新進行修練，之後因夢路想起了十年前的記憶，知道自己是被小時候的夢路帶到現界的，加上兩場意外連續發生，從而使兩人失去記憶，並誕生了白儀響。
设计灵感出自羊。名字源于美国童谣《Mary Had a Little Lamb》（中文：玛丽有只小羊羔）。
藤原夢路（聲：岡本信彦、幼年：慶長佑香）
生日:7月7日 身高:168cm 體重:53kg（巨蟹座）
本作男主角。高中2年级。家庭與橘家的關係很好，現因父母在外工作的关系寄宿在橘家。特点是头上的呆毛。不会游泳。喜欢特摄的英雄，连自身的作品中也能隐约地受此影响。真實身分為人類與夢魔的混血兒，也成為了他日後的力量覺醒因素，同時他也是海格力斯在夢魔血緣上的哥哥，兩人的夢魔之血源自於白儀響，因此兄弟二人擁有一樣的特殊能力，最終能力本質為「夢之具現化」，於白儀響篇覺醒，追加了能與特定夢魔合體的能力。
可探测他人夢境的能力，但準確率不高（勇魚表示甚至不到30%），但唯獨代表惡夢的黑色能夠百分之百命中。
被約翰找上作為容器的人選，連續做了好幾場噩夢。而在被約翰追擊時被巧遇的瑪莉所救，逃過了一劫。後將昏倒的瑪莉帶回家中，在了解她的情況後，提出要協助她的提案。後在市松事件後正式定下協力契約。
原本沒有被夢魔選為容器的人類是無法進入白日夢中，但因為自身擁有的混血兒之力而可以進入白日夢中，同時在該空間下能使用獨特能力「武裝明晰夢」，其能力為複製並且使用曾經看過的夢魔的技能，也能把夢魔的庭院強制顯現。因身體在幻界所受到的傷害恢復也異常快速而被認為與夢魔有所關連，更在與冰霜巨人的死鬥中覺醒了自己的真正能力「夢之具現化」，能在現實世界中與夢魔進行戰鬥。
隨著使用能力的次數漸漸增加，右手也似乎漸漸發出疼痛。據葛麗歐妮所言，這股力量的「聲紋」與海格力斯完全一樣，同時也揭露了他的部分身世。
本人對“幼年時没有遵守與某人的承諾”因而後悔，因此有了一旦訂下承諾就絕對要遵守的信念。右手上的傷疤有時會痛，傷疤的位置也和瑪莉一模一樣。而勇魚見到夢路帶著瑪莉回來時，驚訝之餘，卻也有著兩人在一起是理所當然的感覺。由此的很多跡象，暗示了兩人可能在小時候就見過面了，直到白儀響篇才逐步得知其真相，得知自己與瑪莉的一段過往，以及與白儀響的不解淵源。
橘勇魚（聲：茅野愛衣）
生日:10月28日 身高:157cm 三圍:B81 W56 H78（天蠍座）
夢路的青梅竹馬，同读高中2年级。兴趣是画风景画，隶属学校的美术部。
人气歌手「YOKATO（聲：赤羽根健治）」的超级歌迷。曾因为他的突然引退大感伤心。
喜歡夢路，但卻因為夢路在感情方面的遲鈍，以及自己提不起勇氣表白的關係，導致兩人關係尚未有明顯的進展，最終知道了夢路與瑪莉在日常的背後共同戰鬥的真相後，一路支持著兩人走到最後。
光凪由衣（聲：秋谷智子）
生日:11月15日 身高:154cm 三圍:B79 W58 H83 (天蠍座)
高中一年级，綁著馬尾的少女，所属于吹奏乐部。
中學時曾當任過學生會副會長。喜歡幫助別人，被人拜託時常脫口說出「交給姐姐吧」這類的話，即使後來常會發現對方比較大。因受到安琪恳求，而自願成为安琪的容器。
審美觀奇特，選擇的品味非常微妙，自稱對量產類的沒有興趣。
喜歡做料理，但手藝很差，成品的味道很恐怖，被人稱為「魔化學烹飪師」。
老家经营着接骨院，本人也有做按摩的经验。
安琪・三叶（聲：遠藤綾）
穿着白色服装，长髮尾似一对翅膀。身姿如同女性天使一般的梦魔。別名雙月花（ガーデン、Garden）。瞳形為三角形。
性格沉著穩重，與姐姐的天真爛漫不同，非常正經八百。在姐姐帕蒂被海格力斯所殺後發誓復仇，來到現世懇求由衣擔任自己的容器，不斷搜索其他夢魔以尋找海格力斯的行蹤。
幻界中能发动花瓣展盛开無数的利剑（合称：霰茄子）用来操纵和攻击。
Three piece 姊妹名字来源于。
約翰・杜（聲：中田讓治）
劇情讓夢路每晚都做惡夢的主使者，別名追跡者（チェイサー、Chaser），身高191cm，外表穿着黑色緊身衣及紅色長袍，戴着面具盖住自己的面孔。目的是為了獲得前往「現界」所需的「容器」，但卻在親自出馬的那天遭到意外介入的瑪莉阻撓，使得计划没有成功。然而又对梦路的执念和玛莉的出身感兴趣，治疗了梦路的伤痕，并予以协助。稱自己是追隨真相的那一方。其實很在意夢路等人，同時也是夢路構築能力「武裝明晰夢」的啟發者。
放棄梦路後，改換成找一隻“貓”作為容器，後以收養的形式加入橘家中，正式成為夢路等人的夥伴，並以偵探的思考模式擔任夢路的引路人，幫助其對抗海格力斯，以及日後遇到的恐怖強敵。
“John Doe”英文語義為“姓名不詳”。
小追跡者（聲：松岡禎丞（领袖猫「貝尼納修」），高橋美佳子（护士猫「絲琵卡」）、片岡梓（护士猫「奧畢蕾歐」））
約翰的忠誠眷屬們，统稱為「小追跡者」。具有獨立意識，也能夠交流，但他們不是夢魔，而是屬於約翰幻界庭院的一部份。多数是兩腳站立的貓，或有着貓耳、貓尾并且穿著性感的猫耳少女。立体的貓大概都為女性。有些貓型的貓也能變成人形。
能以各式武器加入戰鬥，並具有與約翰調換位置的能力。
其中最常出現的小追跡者，一個頭綁雙馬尾和巨乳，看起來性感沉著，另一名則是短髮和貧乳，頭上有根呆毛，可愛活潑。

### 六花高中关系者
星野鳴（聲：高森奈津美）
高中3年級，文艺部部长。梦想是成为一名恋爱小说家。曾經是克理斯的容器。
秋柳貴照（聲：立花慎之介）
生日:6月25日 體重:49kg (巨蟹座)
與夢路同班的文藝社社員。和夢路自中學時代就已經認識。為了替體弱多病的妹妹打氣，而逐漸培養出寫短句「川柳」的興趣。
實際上是海格力斯的容器，而他本人並不知道這件事。
霧島咲（聲：伊瀨茉莉也）
生日:4月18日 三圍:B90 W60 H86
與夢路同班的文藝社社員。個性較男孩子氣，經常調侃身邊的朋友(尤其是對夢路抱有好感的勇魚)，後來本人開始對同班的貴照抱有好感。
秋柳瑞貴
秋柳貴照的妹妹。幼時體弱多病，不過現在已經康復，而且還可以在速食店打工。是葛麗歐妮的容器。
白儀響
转校生。暑假结束时转入夢路所在的班级。体育万能，头脑明晰，而且堅持完美主義。
真實身分是因幻界受到巨大損傷，而促使幻界為了彌補兩界之間的裂痕所自然誕生的獨特夢魔「幻界（レム）」白儀響，他是誕生於幻界主體的夢魔，自己就是「幻界」，本來應該是沒有形體的，但因夢路和瑪莉兩人促發的意外而誕生形體之故，兩人可以說是他的父母，且因為那次意外之故，夢路吸收了他一部分的強大力量，因此夢路與他一樣是不死之身。
是賜予海克力斯力量的主謀，手臂上有與瑪莉、夢路兩人相同的傷痕。
被瑪莉識破身分後決定讓夢路與瑪莉自己去尋找他們倆人失去的記憶，這段期間不會加以干涉，但會一直保持敵對狀態，非常希望夢路與瑪莉能想起關於他的記憶，一直很想見兩人一面，後期得知他在誕生之時，為了報恩，於是送給夢路一段「成為英雄」的人生，並將夢路與瑪莉設定為男女主角後，將兩人放逐至現界，同時為了讓夢路在十年後面臨抉擇，進而展開長達十年的神的劇本。
其能力為「幻界」的世界之力，是夢魔的力量之源，於幻界中近乎神的存在，而自己的庭園就是「幻界」本身，可在兩界中召喚夢魔，並能同時將夢魔賜予普通人，反之也能將力量賜予夢魔，力氣異於常人，能單手接下夢魔的物理攻擊；因本體是幻界之故，而沒有對應的門，因此門衛的遣返對他無效。
飯島良太（聲：鈴村健一）
动画原创人物。六花高中的教师。非常喜歡吃飯，而且食量驚人。討厭直視夢想的人，以破壞學生的夢想為乐，称他们为“废物”。其實是「樹海」米斯特汀的容器。
大菅（聲：坂卷學）
六花高中的教師，同時擔任生活指導員。個性嚴肅到被學生戲稱為「仁王」。
河浪千鶴（聲：植田佳奈）
动画原创人物。轉入六花高中的轉學生。“萊斯提昂”的容器。右手佩有手銬形狀的手飾。不善與人相处，住在老旧的公寓，生活贫穷。
後來以自己的心靈和萊斯提昂作為子彈射向米斯特汀，也因為這樣失去了心。一切都重新開始。
由美（聲：山川琴美）
动画原创人物。賽莉歐的容器。受到夢魔賽莉歐的鼓勵而找到成為護士的夢想。賽莉歐被米斯特汀消滅後，變得失去夢想，對任何事都提不起勁。
吉田（聲：齊藤佑圭）
動畫原創角色。夢想為拯救動物的獸醫，後因夢魔夏昆特遭到米斯特汀殺害而失去夢想。

### 春日学园关系者
堀江菜樱（聲：浅野真澄）
由衣的同学，也是交情很久的朋友，所属于吹奏乐部。

### 夢魔
市松（聲：井口裕香）
企图依附於凑身上的梦魔，別名孤影（ロンリネス、Lonelyness）。瞳形為椭圆漩涡状。幻界是日式石板道。外形类似日本玩偶。
名称源自“市松人形”。
克里斯・常青（聲：淺沼晉太郎）
曾依附於星野鸣的梦魔。別名初戀薊（ラバーズ、Lovers）。瞳形呈斜向方格状。幻界是天窗上描写着十二星座表盘的巨型王室。誘導星野鳴逐漸成為容器，後被玛莉遣返回幻界。
帕蒂・三叶（聲：後藤沙緒里）
安琪的姊姊。性格天真爛漫。別名雙月花（ガーデン、Garden）。瞳形為三角形。对現界極感兴趣，不顾安琪的劝阻进入現界，其後因不願與海格力斯合作而慘遭殺害。
海格力斯（聲：三宅健太）
第一個發現前往現界道路的夢魔。別名燈塔（ファロス、Pharos），能夠放出傳遞到其他夢魔領域的光，藉此吸引他們前往現界。使用巨斧作为自己的武器。幻界是由无数灯塔闪耀岩山形态构成的，容器為秋柳貴照。
全身從頭到腳著裝西洋風旗士鎧甲，頭盔內為一片漆黑，只有以線條構成的眼睛與嘴巴。性格兇殘，對不願服從者都會將其殺害，有著無止境的破壞慾望。以佔領現界為藉口，吸引支持或反對的夢魔來到現界使用能力，加速門崩壞的速度。其目的為將兩界進行融合並創造出全新的世界，因此計畫要破壞現界與幻界的分隔關鍵「境界之門」，並將一切毀盡，為此原本是要誘導所有的夢魔與他本人發生激烈戰鬥，但後來將最終目標訂為是要殺死身為「門衛」的瑪莉。
战斗力極高，能力本質為「通過夢魔的遺物作為媒介，使夢魔的記憶再生，並化為形體後操縱」，本身擁有強大的再生能力，能吞噬其他梦魔的幻界，並以自身能力來使用夢魔的能力，其自身利用單手實施空間爆破的強大衝擊波技能「煌天破」更是具有破壞地形的大規模殺傷技能，因夢路與他的血緣為直系關係，兩人都能使用一樣的能力，與瑪莉最終決戰時，技能被夢路完全拷貝並加以強化，破壞了他作為不死之身能量來源的大燈塔「心臟」。
有時台詞部分會以漢字方式顯示（如狀聲詞「火火火（kakaka）」、「暴暴（boubou）」等），口頭襌是「來吧，照明時間到了（さぁ、照時間(ショウタイム)だ！）」，且該口頭禪為發動固有能力「燈塔（ファロス、Pharos）」的指令。
在決戰中受玛莉、安琪與約翰三位夢魔圍攻仍屹立不敗，甚至遭失控的玛莉痛擊，傷勢也馬上回復。但在作為力量來源的大燈塔「心臟」被夢路所破壞後力量大減，失去了近乎不死的再生能力，被安琪所敗，最後遭瑪莉遣返回幻界。然而，在回到幻界前被白儀響攔截，並被取走剩下的力量而亡。
由於夢魔們皆是看到海格力斯的光後才發現門衛消失，一直以來都被夢路等人當作是將瑪莉送來現世的罪魁禍首。然而實際上海格力斯是在一年前才來到現世的，與十年前就來到現世的瑪莉毫無關聯。
蘭斯博格（聲：吉野裕行）
追随海格力斯的梦魔。別名迷宮(メイズ、Maze)。瞳形為井字形。個性惡劣，欺善怕惡，以踐踏他人的夢想為樂。
幻界是马戏团的舞台。自身戰鬥能力不高，卻非常擅長利用言語迷惑對手。會將敵人困在一座迷宮，再以小丑型的自動人偶進行攻擊，等到敵人筋疲力盡時才會現身給予最後一擊。
最後與諾娃一同被瑪莉遣返回幻界。
名字及别名取源于“兰保夫迷宫”
諾娃
追随海格力斯的梦魔，外型如同妖豔的女子。其容器是日向子，別名鎖縛(チェイン、Chain)。以鎖鏈為武器攻擊對手。
與蘭斯博格一同攻擊瑪莉，最後卻一同被瑪莉遣返回幻界。
姓名由來為法語的「黑(Noir)」。
葛麗歐妮（聲：結名美月）
漫畫版第6集登場的女夢魔，別名夢搜歌（ソナー、Sonar），是帶領人類到適合之夢的特殊夢魔。雖不及門衛，但也算是夢魔中的名人。具有搜索、辨認夢魔的能力。瞳形為立十字形，頭戴著大圓帽，外表帶給人的形象就像是嬌弱形象的歌姬。容器為秋柳瑞貴。
由於能力的緣故而被海格力斯所找上，因為無力反抗而順從他，以能力幫他尋找其他夢魔。內心對佔領瑞貴軀體的方式感到罪惡，但為了秋柳兄妹也只能忍氣吞聲。私下尋找著「門衛」，以求擊敗海格力斯。
幻界的形貌如同歌劇院，能藉由能力將特定的夢魔帶到這裡來。很討厭舞台被弄髒，也不允許其他人踏上舞台。
在與海格力斯的決戰中為保護瑪莉而被海格力斯的攻擊擊中，重傷不治前由瑪莉遣返回幻界治癒。
賽莉歐（聲：高橋美佳子）
动画原创人物。外表是穿箸植物型衣裝的少年。幻界是一片花田。於动画第二話遭受米斯特汀的致命攻擊後消失。
米斯特汀（聲：矢作紗友里）
动画原创人物。別名樹海(じゅかい)。從噩夢當中誕生的夢魔。其瞳形近似葉狀。操縱纏繞着植物的鎖鐮。幻界是一片冷清的荒野。跟海格力斯一樣凶惡，在某些情況下甚至比海格力斯還要危險。沒有像海格力斯那樣的目標，只是單純以折磨他人為樂的存在，被其盯上的目標，都是被虐殺而死。有著非常特殊的能力，可將被“燈塔”吸引過來的夢魔和容器強行結合。其容器是“飯島良太”。
德鲁卡（聲：近藤孝行）
动画原创人物。其容器是小贤。後來遭到米斯特汀殺害。
夏昆特（聲：藤田圭宣）
动画原创角色。因米斯特汀的能力影響，強行與吉田結合的夢魔。原本準備加入海克力斯的陣營，卻隨即遭到米斯特汀殺害。
萊斯提昂（聲：黑田崇矢）
动画原创梦魔。其容器是河浪千鶴。瞳形為叉形。手持的左輪手槍是戰死的同伴之遺物，後來改造成用來對付米斯特汀的武器；但子彈必須透過「夢魔臨死前的痛苦」以及「人類的夢想遭到粉碎時的絕望」製成，且須累積一定數量才能擊發，擊發所需的火藥則是自己的性命。最後與容器千鶴合作欲射殺米斯特汀，為製造機會而自願犧牲。
レギオン

### 其他
橘的父亲（聲：藤原啓治）
咖啡店「STO」的店長。是位個性難以捉摸的有趣角色，為人體貼，很會看氣氛。右眼有一道傷痕，但並未失明。
妻子名為「鮎美」（已逝），本名目前尚未公開。
如月湊（聲：日高里菜）
小學生。因为害怕受到傷害而一直不敢與其他人交朋友，被市松抓住了弱点，企圖取代為容器的對象。在最后的诀别中，选择了与现实世界的朋友交往。
日后跟古町日向子成為朋友，再次登场。
古町日向子
小學生。奴娃的容器。由於穿著與講話語氣的關係，經常被人誤認是男孩子。
日后跟御堂健與如月湊成為朋友，再次登场。
御堂健（聲：箭內仁）
大學生，有著出國留學的夢想。蘭保夫的容器。
日后跟古町日向子與如月湊成為朋友，再次登场。
武內薰（聲：遠藤大智）
大學生。御堂健的好友。
小贤（聲：五十嵐裕美）
动画原创登场人物。德鲁卡的容器。非常喜欢格力卓，甚至期許自己能變得像葛利喬一樣。然而卻因為戴爾加被米斯特汀所殺，其夢想也隨之毀滅。

## 用語
夢魔
幻界(亦即所谓夢世界)的居民。各自擁有自己的幻界。
由于本身不能从幻界出去，只能附体于人类進入现界，目前只有瑪莉因自己職位的特殊能力，而能獨活於現界，但也因此失去了庭園「境界之門」而導致其壽命有限。
幻界（梦）
以梦魔为核心形成，拥有独自法则的多样空间集合体。每個夢魔都有各自的幻界庭院，庭院的景象反映著夢魔本身的能力與個性。
庭院本身為夢魔的力量來源，失去庭園的夢魔不但無法發揮真正的力量外，自身存在也會逐漸崩壞，最終至死亡。
現界（现实）
人类生活的现实世界，夢魔之间的称呼。
容器
侵入現界的梦魔依靠附身的对象，不限定於人類，只要是會做夢的動物皆可。
依據夢魔的性格，梦魔與容器的關係分為強行霸佔與和平共處兩類。前者會囚禁容器的人格使其沉睡，隨心所欲的使用容器的身體。後者會與容器達成協議，建立友好的共生關係。
一旦依附容器的夢魔死亡，容器的夢想也會消滅，會完全失去人生的目標與為此付出的上進心，反之，容器在夢境中死亡時，與其關聯的夢魔也會被消滅。
白日梦
由夢魔自己展开的幻界，侵蚀周围夢魔容器的入侵現象。
地狱滑板人·格力卓（聲：川田紳司）
夢路热衷收看的特摄英雄节目。

## 出版書籍
食夢者瑪莉
| 冊數 | 芳文社         | 芳文社                 | 東立出版社     | 東立出版社             |
| 冊數 | 發售日期       | ISBN                   | 發售日期       | ISBN                   |
| ---- | -------------- | ---------------------- | -------------- | ---------------------- |
| 1    | 2008年10月27日 | ISBN 978-4-8322-7748-9 | 2011年8月13日  | ISBN 978-986-10-8068-0 |
| 2    | 2009年5月12日  | ISBN 978-4-8322-7804-2 | 2011年8月26日  | ISBN 978-986-10-8069-7 |
| 3    | 2009年11月11日 | ISBN 978-4-8322-7856-1 | 2011年9月28日  | ISBN 978-986-10-8070-3 |
| 4    | 2010年4月12日  | ISBN 978-4-8322-7903-2 | 2011年11月17日 | ISBN 978-986-10-8596-8 |
| 5    | 2010年12月11日 | ISBN 978-4-8322-7968-1 | 2011年12月9日  | ISBN 978-986-10-8597-5 |
| 6    | 2011年2月12日  | ISBN 978-4-8322-7988-9 | 2012年1月6日   | ISBN 978-986-10-8598-2 |
| 7    | 2011年8月11日  | ISBN 978-4-8322-4051-3 | 2012年1月31日  | ISBN 978-986-10-8599-9 |
| 8    | 2012年4月12日  | ISBN 978-4-8322-4136-7 | 2013年5月2日   | ISBN 978-986-317-005-1 |
| 9    | 2012年10月12日 | ISBN 978-4-8322-4202-9 | 2014年2月10日  | ISBN 978-986-324-139-3 |
| 10   | 2013年6月12日  | ISBN 978-4-8322-4308-8 | 2015年1月9日   | ISBN 978-986-332-830-8 |
| 11   | 2013年11月12日 | ISBN 978-4-8322-4367-5 | 2015年3月17日  | ISBN 978-986-337-784-9 |
| 12   | 2014年5月12日  | ISBN 978-4-8322-4439-9 | 2015年12月22日 | ISBN 978-986-365-033-1 |
| 13   | 2015年1月10日  | ISBN 978-4-8322-4514-3 | 2016年9月8日   | ISBN 978-986-382-670-5 |
| 14   | 2015年5月12日  | ISBN 978-4-8322-4568-6 | 2017年10月13日 | ISBN 978-986-431-729-5 |
| 15   | 2016年2月12日  | ISBN 978-4-8322-4662-1 |                |                        |
| 16   | 2016年7月12日  | ISBN 978-4-8322-4717-8 |                |                        |
| 17   | 2017年1月12日  | ISBN 978-4-8322-4791-8 |                |                        |
| 18   | 2017年10月12日 | ISBN 978-4-8322-4881-6 |                |                        |
| 19   | 2018年3月12日  | ISBN 978-4-8322-4926-4 |                |                        |
| 20   | 2018年9月12日  | ISBN 978-4-8322-4976-9 |                |                        |
| 21   | 2019年5月11日  | ISBN 978-4-8322-7093-0 |                |                        |
| 22   | 2019年11月12日 | ISBN 978-4-8322-7133-3 |                |                        |
| 23   | 2020年6月12日  | ISBN 978-4-8322-7195-1 |                |                        |
| 24   | 2020年12月11日 | ISBN 978-4-8322-7233-0 |                |                        |

踏影者瑪莉（影踏みメリー）
監修：牛木義隆/漫畫：鶴淵けんじ（全1卷）
| 冊數 | 芳文社        | 芳文社                 | 東立出版社    | 東立出版社             |
| 冊數 | 發售日期      | ISBN                   | 發售日期      | ISBN                   |
| ---- | ------------- | ---------------------- | ------------- | ---------------------- |
| 全   | 2011年8月11日 | ISBN 978-4-8322-4053-7 | 2012年7月30日 | ISBN 978-986-10-9622-3 |

## 电视动画
2011年1月起TBS、MBS、CBC、RKK、BS-TBS电视台开始播放。

### 制作人员
- 原作・设计協力 - 牛木義隆
- 导演 - 山内重保
- 系列构成 - 白根秀樹
- 人物设计、总作画监督 - 藤井昌宏
- 道具设计 - 冷水由
- 美术监督 - 松本健治、ゆきゆきえ
- 色彩设计 - 石田美由紀
- 摄影监督 -
- 编辑 - 西山茂
- 音响监督 - 本山哲
- 音响效果 - 武藤晶子（SOUND BOX）
- 音响混频控制 - 根岸信洋
- 音响编辑 - 武田直城
- 担当音响制作- 濱野高年
- 音响制作 - マジックカプセル
- 录音工作室 - プロセンスタジオ
- 音乐 - 奥慶一
- 音乐唱片制作人 - 高取昌史
- 音乐制作 - 波丽佳音
- 策划 - 村上仁之、古川陽子、孝壽尚志、吉川雅子
- 制作人 - 田中潤一朗、中村伸一、加藤昱夫、吉川敦史
- 动画统括 - 松倉友二
- 动画制作 - J.C.STAFF
- 製作 - 、TBS
- 製作协力 - 波丽佳音、芳文社、

### 主題曲
片頭曲
《Daydream Syndrome》（白日夢症候群）
作曲、作詞、編曲：void（IOSYS），歌：藤原鞠菜
片尾曲
《ユメとキボーとアシタのアタシ》（梦想和希望与明天的我）
作曲、編曲：ARM（IOSYS），作詞：（IOSYS），歌：瑪莉・梦魇（聲：佐倉綾音）

### 各话目录
| 話数   | 副标题 | 中文标题             | 脚本     | 分镜       | 演出         | 作画監督                                                            | 总作画监督 |
| ------ | ------ | -------------------- | -------- | ---------- | ------------ | ------------------------------------------------------------------- | ---------- |
| 第1話  |        | 夢與現實             | 白根秀樹 | 山内重保   | 山内重保     | 藤井昌宏                                                            | -          |
| 第2話  |        | 就连梦与希望         | 白根秀樹 | 山内重保   | 山内重保     | 齐藤美香                                                            | 藤井昌宏   |
| 第3话  |        | 来自梦之彼方         | 白根秀樹 | 山内重保   | 山内重保     | 冷水由紀繪                                                          | 藤井昌宏   |
| 第4话  |        | 食夢者瑪莉           | 白根秀樹 | 木村延景   | 木村延景     | 青井小夜、德永さやか 佐藤育子、伊藤香織 櫻井親良                    | 藤井昌宏   |
| 第5话  |        | 疑惑于梦             | 白根秀樹 | 山内重保   | 山内重保     | 小林繪實子                                                          | 藤井昌宏   |
| 第6話  |        | 夢邂逅               | 白根秀樹 | 山内重保   | 藤瀨順一     | 齋藤敦史                                                            | 藤井昌宏   |
| 第7話  |        | 梦與泳装和大海的颜色 | 白根秀樹 | 尾見名江子 | 鈴木健太郎   | 青井小夜、小渕陽介 熊田明子、明珍宇作 水上ろんど、冷水由紀繪        | 藤井昌宏   |
| 第8話  |        | 夢回廊               | 白根秀樹 | 木村延景   | 木村延景     | 音地正行                                                            | 藤井昌宏   |
| 第9話  |        | 為夢所亂             | 白根秀樹 | 尾見名江子 | 五月女浩一朗 | 小林繪實子、新井伸浩 熊田明子、伊藤香織 明珍宇作                    | 藤井昌宏   |
| 第10話 |        | 夢不醒               | 白根秀樹 | 木村延景   | 木村延景     | 齋藤敦史、齊藤美香                                                  | 藤井昌宏   |
| 第11話 |        | 守夢人               | 白根秀樹 | 山内重保   | 高島大輔     | 冷水由紀絵                                                          | 藤井昌宏   |
| 第12話 |        | 夢魘                 | 白根秀樹 | 山内重保   | 鈴木健太郎   | 龜谷響子、熊田明子 徳田賢朗、小林繪實子 音地正行、冨岡寛 冷水由紀繪 | 藤井昌宏   |
| 第13話 |        | 夢再臨               | 白根秀樹 | 山内重保   | 山内重保     | 齋藤敦史、冷水由紀絵 藤井昌宏、伊藤香織                             | 藤井昌宏   |

### 播放电视台
日本深夜動畫：下文記載的日本国内播放時間使用日本標準時間（UTC+9）表示。因為部分時間标识會採用30小时制，因此請留意这类超过24:00的时间，其實際播放時間為翌日清晨。
| 播放地区   | 播放电视台     | 播放日期              | 播放时间（UTC+9）    | 备注                           |
| ---------- | -------------- | --------------------- | -------------------- | ------------------------------ |
| 关东广域圏 | TBS电视        | 2011年1月6日 - 4月7日 | 星期四 25:55 – 26:25 | 制作局 电视字幕广播            |
| 近畿广域圏 | 每日放送电视台 | 2011年1月8日 -        | 星期六 26:28 – 26:58 | Anime Shower第2部 电视字幕广播 |
| 中京广域圏 | 中部日本放送   | 2011年1月20日 -       | 星期四 26:30 – 27:00 | あにせん节目 电视字幕广播      |
| 日本全域   | BS-TBS         | 2011年1月29日 -       | 星期六 25:00 – 25:30 |                                |
| 熊本县     | 熊本放送       | 2011年1月30日 -       | 星期日 25:50 – 26:20 |                                |

## 脚注
1. ↑  1980年代左右，日本兴起了建造巨大迷宫的热潮，甚至做成了各地的游乐设施。因为当时许多的迷宫都是由Stuart Landsborough一人亲自动手的，所以人们就把这种形式的迷宫叫做“兰保夫迷宫”。其迷宫的特点是可以用活动式板墙便捷地移动路线，从而改变迷宫的构造。
2. ↑  遊戲《閃耀幻想曲》中的配音。動畫版中未登場。
3. ↑  其中的意思是：「厉害呀（S）橘（T）老板（O）」。（日语：「すげえぜ（S）たちばなの（T）おやっさん（O）」）